# Elecciones regionales de Lambayeque de 2010
Las elecciones regionales de Lambayeque de 2010 se llevaron a cabo el 3 de octubre de 2010 para elegir al presidente regional, al vicepresidente regional y al Consejo Regional para el periodo 2011-2014. La elección se celebró simultáneamente con elecciones regionales y municipales (provinciales y distritales) en todo el Perú. La segunda vuelta regional se llevó a cabo el 5 de diciembre de 2010.

## Sistema electoral
El Gobierno Regional de Lambayeque es el órgano administrativo y de gobierno del departamento de Lambayeque. Está compuesto por el presidente regional, el vicepresidente regional y el Consejo Regional.
La votación se realiza en base al sufragio universal, que comprende a todos los ciudadanos nacionales mayores de dieciocho años, empadronados y residentes en el departamento de Lambayeque y en pleno goce de sus derechos políticos.
El presidente y vicepresidente regional son elegidos por sufragio directo. Para que un candidato sea proclamado ganador debe obtener no menos de 30 % de votos válidos. En caso ningún candidato logre ese porcentaje en la primera vuelta electoral, los dos candidatos más votados participan en una segunda vuelta o balotaje.
El Consejo Regional de Lambayeque está compuesto por 7 consejeros elegidos por sufragio directo para un período de cuatro (4) años. La votación es por lista cerrada y bloqueada. Cada provincia del departamento de Lambayeque constituye una circunscripción electoral. Se asigna a la lista ganadora los escaños según el método d'Hondt. La distribución y el número de consejeros regionales es la siguiente:
| Circunscripción | Escaños | Mapa |
| --------------- | ------- | ---- |
| Chiclayo        | 4       |      |
| Lambayeque      | 2       |      |
| Ferreñafe       | 1       |      |

## Composición del Consejo Regional de Lambayeque
La siguiente tabla muestra la composición del Consejo Regional de Lambayeque antes de las elecciones.
| Partidos | Partidos                        | Consejeros |
| -------- | ------------------------------- | ---------- |
|          | Movimiento Humanista Peruano    | 5          |
|          | Partido Aprista Peruano         | 1          |
|          | Amistad Solidaria Independiente | 1          |

## Partidos y candidatos
A continuación se muestra una lista de los principales partidos y alianzas electorales que participaron en las elecciones:
| Candidatura | Candidatura | Partidos y alianzas                                            | Candidatos | Candidatos                  | Ideología                                                          | Resultado previo | Resultado previo | Ref. |
| Candidatura | Candidatura | Partidos y alianzas                                            | Candidatos | Candidatos                  | Ideología                                                          | Votos (%)        | Con.             | Ref. |
| ----------- | ----------- | -------------------------------------------------------------- | ---------- | --------------------------- | ------------------------------------------------------------------ | ---------------- | ---------------- | ---- |
|             | PHP         | Lista - Partido Humanista Peruano (PHP)                        |            | Marco Cardoso Montoya       | Humanismo Socialismo Ecosocialismo                                 | 39.61%           | 5                |      |
|             | APRA        | Lista - Partido Aprista Peruano (APRA)                         |            | Manuel Valverde Ancajima    | Aprismo                                                            | 18.66%           | 1                |      |
|             | ASI         | Lista - Amistad Solidaria Independiente (ASI)                  |            | Alberto Ortiz Prieto        | Regionalismo lambayecano                                           | 18.58%           | 1                |      |
|             | APP         | Lista - Alianza para el Progreso (APP)                         |            | Humberto Acuña Peralta      | Liberalismo económico Conservadurismo liberal Populismo de derecha | 5.06%            | 0                |      |
|             | PP          | Lista - Perú Posible (PP)                                      |            | Franklin Chávez Torres      | Socioliberalismo Democracia liberal Tercera vía                    | 4.57%            | 0                |      |
|             | RN          | Lista - Restauración Nacional (RN)                             |            | Maximiliano Morales Viera   | Liberalismo económico Conservadurismo social Humanismo cristiano   | 2.47%            | 0                |      |
|             | PPC         | Lista - Partido Popular Cristiano (PPC)                        |            | Ramón Cornejo Saavedra      | Democracia cristiana Conservadurismo social Liberalismo económico  | 1.93%            | 0                |      |
|             | AP          | Lista - Acción Popular (AP)                                    |            | Hildebrando Salgado Cervera | Humanismo Nacionalismo cívico Reformismo                           | Nuevo            | Nuevo            |      |
|             | FDP         | Lista - Fonavistas del Perú (FDP)                              |            | José Muro Ventura           | Socialismo Nacionalismo de izquierda Ecologismo                    | Nuevo            | Nuevo            |      |
|             | F2011       | Lista - Fuerza 2011 (F2011)                                    |            | Miguel Bartra Grosso        | Fujimorismo Conservadurismo social Populismo de derecha            | Nuevo            | Nuevo            |      |
|             | Por Ti      | Lista - Movimiento Regional Por Ti Lambayeque (Por Ti)         |            | Enrique Soto Roca           | Regionalismo lambayecano                                           | Nuevo            | Nuevo            |      |
|             | BPL         | Lista - Bloque Popular Lambayeque (BPL)                        |            | Mickey Álvarez Aguirre      | Regionalismo lambayecano                                           | Nuevo            | Nuevo            |      |
|             | PPT         | Lista - Movimiento Regional Lambayecano Poder Para Todos (PPT) |            | Orison Villalobos Cieza     | Regionalismo lambayecano                                           | Nuevo            | Nuevo            |      |
|             | TyL         | Lista - Movimiento Tierra y Libertad Lambayeque (TyL)          |            | Luis Montenegro Serquén     | Regionalismo lambayecano                                           | Nuevo            | Nuevo            |      |
|             | CL          | Lista - Contigo Lambayeque (CL)                                |            | Juan Salazar García         | Regionalismo lambayecano                                           | Nuevo            | Nuevo            |      |

## Sondeos de opinión
La siguiente tabla enumera las estimaciones de la intención de voto en orden cronológico inverso, mostrando las más recientes primero y utilizando las fechas en las que se realizó el trabajo de campo de la encuesta. Cuando se desconocen las fechas del trabajo de campo, se proporciona la fecha de publicación.
Leyenda:
     Sondeo realizado en el periodo de prohibición legal de la difusión de sondeos de intención de voto.

### Balotaje

#### Intención de voto
La siguiente tabla enumera las estimaciones ponderadas (sin incluir votos en blanco y nulos) de la intención de voto.
|                               |             |     |      |      |      |  |  |  |  |  |
| Elecciones regionales de 2010 | 5 dic 2010  | —   | 71.1 | 28.9 | 42.2 |  |  |  |  |  |
|                               |             |     |      |      |      |  |  |  |  |  |
| Ipsos Apoyo/El Comercio       | 25 nov 2010 | 400 | 74.0 | 26.0 | 48.0 |  |  |  |  |  |

#### Preferencias de voto
La siguiente tabla enumera las preferencias de voto en bruto (incluyendo blancos, viciados y sin respuesta) y no ponderadas.
|                               |             |     |      |      |     |    |      |  |  |  |
| Elecciones regionales de 2010 | 5 dic 2010  | —   | 65.3 | 26.6 | 8.1 | –  | 38.7 |  |  |  |
|                               |             |     |      |      |     |    |      |  |  |  |
| Ipsos Apoyo/El Comercio       | 25 nov 2010 | 400 | 57   | 20   | 9   | 14 | 37   |  |  |  |

### Primera vuelta

#### Intención de voto
La siguiente tabla enumera las estimaciones ponderadas (sin incluir votos en blanco y nulos) de la intención de voto.
|                               |             |   |      |      |      |      |     |      |  |  |
| Elecciones regionales de 2010 | 3 oct 2010  | — | 28.7 | 19.1 | 13.8 | 9.8  | 7.7 | 9.6  |  |  |
|                               |             |   |      |      |      |      |     |      |  |  |
| Ipsos Apoyo/América           | 3 oct 2010  | ? | 37.5 | –    | –    | –    | –   | ?    |  |  |
| CPI/ATV                       | 3 oct 2010  | ? | 33.6 | 13.9 | –    | –    | –   | 19.7 |  |  |
| CPI                           | 26 sep 2010 | ? | 30.6 | 14.4 | –    | 13.9 | –   | 16.2 |  |  |

## Resultados

### Gobierno Regional de Lambayeque
|                      | Humberto Acuña Peralta      | Alianza para el Progreso (APP)                         | 151,147 | 28.68 | 399,578 | 71.08 |  |  |
|                      | Manuel Valverde Ancajima    | Partido Aprista Peruano (APRA)                         | 100,775 | 19.12 | 162,557 | 28.92 |  |  |
|                      | Marco Cardoso Montoya       | Partido Humanista Peruano (PHP)                        | 72,846  | 13.82 |         |       |  |  |
|                      | Juan Salazar García         | Contigo Lambayeque (CL)                                | 51,883  | 9.84  |         |       |  |  |
|                      | Miguel Bartra Grosso        | Fuerza 2011 (F2011)                                    | 40,843  | 7.75  |         |       |  |  |
|                      | Alberto Ortiz Prieto        | Amistad Solidaria Independiente (ASI)                  | 37,732  | 7.16  |         |       |  |  |
|                      | Hildebrando Salgado Cervera | Acción Popular (AP)                                    | 16,734  | 3.18  |         |       |  |  |
|                      | Luis Montenegro Serquén     | Movimiento Tierra y Libertad Lambayeque (TyL)          | 12,590  | 2.39  |         |       |  |  |
|                      | Franklin Chávez Torres      | Perú Posible (PP)                                      | 11,772  | 2.23  |         |       |  |  |
|                      | Mickey Álvarez Aguirre      | Bloque Popular Lambayeque (BPL)                        | 10,218  | 1.94  |         |       |  |  |
|                      | Ramón Cornejo Saavedra      | Partido Popular Cristiano (PPC)                        | 6,177   | 1.17  |         |       |  |  |
|                      | José Muro Ventura           | Fonavistas del Perú (FDP)                              | 5,177   | 0.98  |         |       |  |  |
|                      | Maximiliano Morales Viera   | Restauración Nacional (RN)                             | 4,083   | 0.77  |         |       |  |  |
|                      | Enrique Soto Roca           | Movimiento Regional Por Ti Lambayeque (Por Ti)         | 2,853   | 0.54  |         |       |  |  |
|                      | Orison Villalobos Cieza     | Movimiento Regional Lambayecano Poder Para Todos (PPT) | 2,179   | 0.41  |         |       |  |  |
|                      |                             |                                                        |         |       |         |       |  |  |
| Total                | Total                       | Total                                                  | 527,009 |       | 562,135 |       |  |  |
|                      |                             |                                                        |         |       |         |       |  |  |
| Votos válidos        | Votos válidos               | Votos válidos                                          | 527,009 | 78.73 | 562,135 | 91.87 |  |  |
| Votos en blanco      | Votos en blanco             | Votos en blanco                                        | 68,062  | 10.17 | 5,756   | 0.94  |  |  |
| Votos nulos          | Votos nulos                 | Votos nulos                                            | 74,295  | 11.10 | 44,016  | 7.19  |  |  |
| Votos emitidos       | Votos emitidos              | Votos emitidos                                         | 669,366 | 86.74 | 611,907 | 79.29 |  |  |
| Abstenciones         | Abstenciones                | Abstenciones                                           | 102,319 | 13.26 | 159,778 | 20.71 |  |  |
| Votantes registrados | Votantes registrados        | Votantes registrados                                   | 771,685 |       | 771,685 |       |  |  |
|                      |                             |                                                        |         |       |         |       |  |  |
| Fuente:              |                             |                                                        |         |       |         |       |  |  |

### Consejo Regional de Lambayeque

#### Sumario general
| |                                                        |              |              |              |         |         |  |
| Partidos y coaliciones                                                                                        | Partidos y coaliciones                                 | Voto popular | Voto popular | Voto popular | Escaños | Escaños |  |
| Partidos y coaliciones                                                                                        | Partidos y coaliciones                                 | Votos        | %            | ±pp          | Total   | +/−     |  |
| | Alianza para el Progreso (APP)                         | 129,077      | 26.97        | +21.91       | 4       | +4      |  |
| | Partido Aprista Peruano (APRA)                         | 92,991       | 19.43        | +0.77        | 2       | +1      |  |
| | Partido Humanista Peruano (PHP)1                       | 65,003       | 13.58        | –26.03       | 1       | –4      |  |
| | Fuerza 2011 (F2011)                                    | 40,426       | 8.45         | Nuevo        | 0       | ±0      |  |
| | Contigo Lambayeque (CL)                                | 39,410       | 8.23         | Nuevo        | 0       | ±0      |  |
| | Amistad Solidaria Independiente (ASI)                  | 32,217       | 6.73         | –11.85       | 0       | –1      |  |
| | Acción Popular (AP)                                    | 19,680       | 4.11         | n/a          | 0       | ±0      |  |
| | Perú Posible (PP)                                      | 13,101       | 2.74         | –1.83        | 0       | ±0      |  |
| | Bloque Popular Lambayeque (BPL)                        | 11,486       | 2.40         | Nuevo        | 0       | ±0      |  |
| | Movimiento Tierra y Libertad Lambayeque (TyL)          | 10,981       | 2.29         | Nuevo        | 0       | ±0      |  |
| | Partido Popular Cristiano (PPC)                        | 7,246        | 1.51         | n/a          | 0       | ±0      |  |
| | Fonavistas del Perú (FDP)                              | 6,507        | 1.36         | Nuevo        | 0       | ±0      |  |
| | Restauración Nacional (RN)                             | 4,905        | 1.02         | –1.45        | 0       | ±0      |  |
| | Movimiento Regional Por Ti Lambayeque (Por Ti)         | 3,531        | 0.74         | Nuevo        | 0       | ±0      |  |
| | Movimiento Regional Lambayecano Poder Para Todos (PPT) | 2,069        | 0.43         | Nuevo        | 0       | ±0      |  |
| |                                                        |              |              |              |         |         |  |
| Total | Total                                                  | 478,630      |              |              | 7       | ±0      |  |
| |                                                        |              |              |              |         |         |  |
| Votos válidos                                                                                                 | Votos válidos                                          | 478,630      | 71.50        | –17.47       |         |         |  |
| Votos en blanco                                                                                               | Votos en blanco                                        | 113,427      | 16.95        | +12.76       |         |         |  |
| Votos nulos                                                                                                   | Votos nulos                                            | 77,309       | 11.55        | +4.72        |         |         |  |
| Votos emitidos                                                                                                | Votos emitidos                                         | 669,366      | 86.74        | –0.19        |         |         |  |
| Abstenciones                                                                                                  | Abstenciones                                           | 102,319      | 13.26        | +0.19        |         |         |  |
| Votantes registrados                                                                                          | Votantes registrados                                   | 771,685      |              |              |         |         |  |
| |                                                        |              |              |              |         |         |  |
| Fuente: |                                                        |              |              |              |         |         |  |
| Notas al pie: 1 Comparado con los resultados de Movimiento Humanista Peruano (MHP) en las elecciones de 2006. |                                                        |              |              |              |         |         |  |
| Notas al pie:                                                                                                 |                                                        |              |              |              |         |         |  |
| 1 Comparado con los resultados de Movimiento Humanista Peruano (MHP) en las elecciones de 2006.               |                                                        |              |              |              |         |         |  |

### Autoridades electas
| Cargo                                             | Autoridad electa | Autoridad electa          | Partido político | Partido político          |
| ------------------------------------------------- | ---------------- | ------------------------- | ---------------- | ------------------------- |
| Presidente Regional de Lambayeque                 |                  | Humberto Acuña Peralta    |                  | Alianza para el Progreso  |
| Vicepresidente Regional de Lambayeque             |                  | Juan Horna Santa Cruz     |                  | Alianza para el Progreso  |
| Consejero Regional de Lambayeque (por Chiclayo)   |                  | Miguel Bazán Zárate       |                  | Alianza para el Progreso  |
| Consejera Regional de Lambayeque (por Chiclayo)   |                  | Ana Toro Gálvez           |                  | Alianza para el Progreso  |
| Consejero Regional de Lambayeque (por Chiclayo)   |                  | Andrés Palma Gordillo     |                  | Partido Aprista Peruano   |
| Consejera Regional de Lambayeque (por Chiclayo)   |                  | Sara Mocarro Monja        |                  | Partido Humanista Peruano |
| Consejero Regional de Lambayeque (por Ferreñafe)  |                  | Lázaro Villegas Agramonte |                  | Alianza para el Progreso  |
| Consejero Regional de Lambayeque (por Lambayeque) |                  | José Eneque Soraluz       |                  | Partido Aprista Peruano   |
| Consejero Regional de Lambayeque (por Lambayeque) |                  | Óscar Zeña Santamaría     |                  | Alianza para el Progreso  |